# Philippe Bernoux
 (avril 2023).
Si vous disposez d'ouvrages ou d'articles de référence ou si vous connaissez des sites web de qualité traitant du thème abordé ici, merci de compléter l'article en donnant les références utiles à sa vérifiabilité et en les liant à la section « Notes et références ».
Philippe Bernoux (Mutigney, 25 septembre 1927 Lyon 19 mai 2025), est sociologue, Docteur d'État, Directeur Honoraire de Recherches au CNRS.

## Biographie

### Période en religion
Philippe Bernoux, de nom en religion Albert, embrasse d'abord une carrière de dominicain et abandonne les ordres en 1971.

### Sociologue
Enseignant-chercheur en sociologie du travail et des organisations, il a mené de nombreuses recherches dans les entreprises, sur leur création, leur organisation, leur fonctionnement et l'effet des nouvelles technologies. Il est le fondateur du GLYSI (Groupe lyonnais de sociologie industrielle, CNRS-université de Lyon II devenu aujourd'hui le Centre Max Weber) qu'il a dirigé pendant douze ans. Il a enseigné dans une école d'ingénieurs (INSA de Lyon), à l'université, dans des centres de formation continue (CNAM-IESTO) et donné des conférences dans de nombreuses entreprises.
Philippe Bernoux dirige la thèse de Philippe Sarnin.
S'insérant aujourd'hui dans le projet d'une anthropologie du travail, il s'intéresse désormais davantage à la sociologie du travail, au sens que les salariés donnent à leur travail, à l'aspect concret de ce travail, à sa reconnaissance.